# Luana Régia de Freitas Lima
Luana Régia de Freitas Lima (Fortaleza),  é uma política brasileira, filiada ao Cidadania. 
Nas eleições de 2022, foi eleita deputada estadual pela CE.